# Kobroor
Kobroor est une île d'Indonésie située dans l'archipel des îles Aru dans la province des Moluques. Elle a une superficie de 1 723 km².
Elle abrite plusieurs sites archéologiques.